# 没有我
〈没有我〉是美國歌手海爾希的單曲，由國會唱片於2018年10月4日發行，收錄在海爾希第三張錄音室專輯《狂戀》。由海爾希、Brittany Amaradio、艾米·阿倫、路易斯·貝爾、賈斯汀·提姆布萊克、提姆巴蘭、斯科特·斯托奇共同創作。